# Onex-Confignon
Onex-Confignon (toponimo francese) è stato un comune svizzero del Canton Ginevra.

## Storia
Il comune di Onex-Confignon è stato istituito nel 1850 con la soppressione del comune di Bernex-Onex-Confignon e la sua divisione nei nuovi comuni di Bernex e Onex-Confignon e soppresso l'anno successivo con la sua divisione nei nuovi comuni di Confignon e Onex